# Žegulja (Berkovići)
Pour les articles homonymes, voir Žegulja.
Žegulja (en serbe cyrillique : Жегуља) est un village de Bosnie-Herzégovine. Il est situé dans la municipalité de Berkovići et dans la république serbe de Bosnie. Selon les premiers résultats du recensement bosnien de 2013, il compte 67 habitants.
Après la guerre de Bosnie-Herzégovine et à la suite des accords de Dayton (1995), le village de Žegulja, qui faisait entièrement partie de la municipalité de Stolac, a été partiellement rattaché à la municipalité de Berkovići, nouvellement créée et intégrée à la république serbe de Bosnie.

## Démographie

### Évolution historique de la population dans la localité
| 1948 | 1953 | 1961 | 1971 | 1981 | 1991 | 2013 |
| ---- | ---- | ---- | ---- | ---- | ---- | ---- |
| 725  | 680  | 502  | 589  | 365  | 287, | 67   |

|  |

### Communauté locale
En 1991, la communauté locale de Žegulja comptait 622 habitants, répartis de la manière suivante :